# 白啟龍
白啟龍（백계룡，1945年—），北韓政治家，任職朝鮮勞動黨輕工業部部長和黨中央委員會候補委員。

## 生平
白啟龍於1994年擔任平壤市中和郡軍方黨委員會責任書記。1999年，獲委任為江原道的黨委員會責任書記。2000年人民保安省政治局副局長。兩年後，又獲金日成勛章。2008年，出任林業部書記一職。2010年9月，入選黨中央委員會候補委員名單。2013年5月，離任江原道黨委員會責任書記。2014年3月舉行的最高人民會議選舉中，他又未能當選。故此，有分析指其失勢可能與他掌管輕工業有關，因在過去，張成澤的太太金敬姬一直是內閣輕工業部長。為去除「張成澤和金敬姬的影子」，白啟龍因而被冷落。

## 資料來源
1. 1 2 3 4 5  .   [2014-05-19]. （原始内容存档于2019-09-21）.
2. ↑  "金正恩留学瑞士时的监护人李洙容登上了外交司令塔" （页面存档备份，存于） 《中央日報》 2014 4 10